# فهرست شاهزادگان انطاکیه
فهرست شاهزادگان انطاکیه شاهزادگان انطاکیه که از سال ۱۰۹۸ تا ۱۲۶۸ بر شاهزاده‌نشین انطاکیه فرمانروایی می‌کردند را شامل می شود. در سراسر ۱۷۰ سال این شاهزاده‌نشین، ۱۰ شاهزاده حکومت می‌کردند که برای برخی از آنها تا زمان رسیدن به سن قانونی یا غیبت و اسارت آنها نایبی انتخاب می‌شد. شاهزاده‌نشین انطاکیه در حین نخستین جنگ صلیبی و پس از فتح انطاکیه در سال ۱۰۹۸ توسط بوهموند یکم در کرانه شرقی دریای مدیترانه به محوریت شهر انطاکیه تأسیس شد. این شاهزاده‌نشین توانست ۱۷۰ سال، از ۱۰۹۸ تا ۱۲۶۸ باقی بماند تا آن که مرکز این دولت در سال ۱۲۶۸ توسط ممالیک تصرف شد. تاریخ این شاهزاده‌نشین را می‌توان به چهار دوره تقسیم کرد: دوره نخست، «دورهٔ حفظ استقلال در مقابل امپراتوری بیزانس» است که با توجه به دعوی امپراتوران بیزانس، شاهزادگان انطاکیه در تلاش بودند که از استقلال و تمامیت ارضی خود دفاع کنند. دورهٔ دوم، «دروهٔ مناسبت سیاسی با همسایگان مسلمان» است که شاهزادگان انطاکیه برای بسط یا حفظ قلمرو با دانشمندیان، سلجوقیان روم، زنگیان و ایوبیان درگیر شدند؛ با سقوط کنت‌نشین ادسا به‌دست زنگیان در سال ۱۱۴۴ و پیروزی صلاح‌الدین ایوبی بر پادشاهی اورشلیم در دهه ۱۱۸۰، این شاهزاده‌نشین تحت فشار حملات مسلمانان قرار گرفت اما توانست با توافقات سیاسی با دولت‌های مسلمان، بقایای خود را تضمین کند. دورهٔ سوم نیز «دورهٔ درگیری با پادشاهی ارمنی کیلیکیه» بود که مهم‌ترین خروجی و اوج آن جنگ جانشینی انطاکیه بود که با ازدواج بوهموند ششم و سیبلا، شاهزاده ارمنستان در سال ۱۲۵۴، درگیری میان آنها به پایان رسید. و دوره آخر، «دوره مقاومت در مقابل ممالیک» بود؛ شاهزادگان انطاکیه در این دوره ضمن متحد شدن با مغولان، درصدد حفظ و حتی گسترش قلمروی خود برآمدند اما با شکست مغولان در نبرد عین جالوت و آغاز موج جدید حملات ممالیک علیه قلمروهای صلیبی در زمان بیبرس، سرانجام در سال ۱۲۶۸ عمر این دولت با سقوط انطاکیه به سر آمد.
شاهزاده‌نشین انطاکیه مشتمل بر یک ارباب‌نشین سون به مرکزیت قلعه سون و شهرهایی همچون سرمدا و بلاتانوس می‌شد. همچنین این شاهزاده‌نشین شامل شهرهای تجاری و مستحکمی همچون لاذقیه، اسکندرون، جبله و حارم می‌شد که همگی تابع مستقیم شاهزاده بودند.
ساختار و سازمان‌های شاهزاده‌نشین انطاکیه در ابتدا همچون ساختار و سازمان‌های پادشاهی اورشلیم و دیگر کنت‌نشین‌ها بود اما در قرن ۱۳ میلادی، صلیبیون انطاکیه ـ که بیشتر نورماندی‌ها بودند ـ ساختارها و سازمان‌ها را با توجه به آداب‌ورسوم محلی و با استفاده از قوانین خاص به نام آسیز انطاکیه (مجمع‌القوانین انطاکیه) تشکیل دادند. شاهزاده از اعلام رسمی ولایت پادشاه اورشلیم خودداری می‌کرد، هرچند در برخی موارد پادشاهان اورشلیم برای حفظ انطاکیه مجبور به دخالت در امور این شاهزاده‌نشین می‌شدند. برعکس کنت‌نشین‌های ادسا و طرابلس، شاهزاده انطاکیه از استقلال سیاسی برخودار بود. نظام شاهزاده‌نشین در انطاکیه «ارثی» بود که در برهه‌ای همچون جنگ جانشینی انطاکیه، اختلافات دورنی بر جانشینی پدید آمد. در ساختار سیاسی انطاکیه، سازمان‌های قضایی نقش مهمی در امور انطاکیه داشتند به نحوی که فرماندهان کل ارتش و همچنین مباشران دادگستری (سنشال؛ Seneschal) قدرت را در دست داشتند. درآمدهای شاهزاده‌نشین که تحت اداره دبیرخانه یا دیوان بود، از راه املاک و مالیات‌های دریافتی از سوری‌ها و حق گمرگ مالیات‌های تاجران و اصناف تأمین می‌شد.

## شاهزادگان انطاکیه

### شاهزادگان حاکم انطاکیه
| ۱                                                                 | | بوهموند یکم   | رابرت گیسکارد       | خاندان هووتویل (انطاکیه) | ح. ۱۰۵۴ ۷ مارس ۱۱۱۱     | ۱۰۹۸                                                                    | بوهموند دوم                            | تانکرد هووتویل                                 | بوهموند                           | کنستانس                           |
| ۱                                                                 | توضیحات: • یکی از رهبران شرکت‌کننده در نخستین جنگ صلیبی • در دست گرفتن قدرت در انطاکیه پس از فتح آن شهر و انتخاب عنوان شاهزاده برای خود • اختلاف و درگیری با ریموند چهارم، کنت تولوز بر سر انطاکیه • شکست از دانشمندیان در نبرد ملطیه و اسیر شدن وی • درگیری با امپراتوری بیزانس (آلکسیوس یکم) بر سر انطاکیه • شکست از نیروهای سلجوقی به رهبری جکرمش در نبرد حران • سفر به اروپا برای ترغیب پاپ برای آغاز حملات جدید به شرق • ازدواج با دختر فیلیپ یکم، کنستانس • شکست وی در مقابل امپراتوری بیزانس در دراج و امضای معاهده دیوول |               |                     |                          |                         |                                                                         |                                        |                                                |                                   |                                   |
| ۲                                                                 | | بوهموند دوم   | بوهموند یکم         | خاندان هووتویل (انطاکیه) | ح. ۱۱۰۷/۱۱۰۸ فوریه ۱۱۳۰ | ۱۱۱۱/۱۱۱۹                                                               | کنستانس                                | تانکرد هووتویل راجر سالرنو بالدوین دوم         | کنستانس                           | آلیس                              |
| ۲                                                                 | توضیحات: • درگیری با ژوسلین یکم، کنت ادسا بر سر برخی مناطق مورد مناقشه • درگیری با راجر دوم بر سر اراضی بوهموند در ایتالیا • شرکت در جنگ علیه حشاشین و خاندان بوری (اتابکان دمشق) به همراه بالدوین دوم اورشلیم و ژوسلین دوم، کنت ادسا • حمله به پادشاهی ارمنی کیلیکیه برای عین زربه و دیگر قلمروهای از دست رفته اما شکست از نیروهای متحد کیلیکیه و دانشمندیان و کشته‌شده وی |               |                     |                          |                         |                                                                         |                                        |                                                |                                   |                                   |
| ۳                                                                 | | کنستانس       | بوهموند دوم         | خاندان هووتویل (انطاکیه) | ح. ۱۱۲۸ ۱۱۶۳            | ۱۱۳۶–۱۱۴۹ به همراه ریموند پواتیه ۱۱۵۳–۱۱۶۰/۱۱۶۱ به همراه رونو دو شاتیون | بوهموند سوم                            | آلیس اورشلیم بالدوین دوم فولک آنژو بالدوین سوم | بوهموند ماریا فیلیپا بالدوین آگنس | ریموند پواتیه رینالد شاتیون       |
| ۳                                                                 | توضیجات: • تلاش مادرش، آلیس برای رسیدن به قدرت قبل رسیدن به وی به سن قانونی • با پیشنهاد فولک، ازدواج کنستانس با ریموند پواتیه، پسر ویلیام نهم دوک آکوتین • سقوط ادسا: وقوع جنگ صلیبی دوم و شکست صلیبیون در دمشق • مرگ همسرش ریموند پواتیه در نبرد اناب • ازدواج با رینالد شاتیون • درگیری رینالد شاتیون به آیمری، پاتریارک انطاکیه و مانوئل یکم، امپراتور بیزانس • اسیر شدن رینالد توسط امیر حلب و به‌دست گرفتن قدرت توسط کنستانس در انطاکیه با کمک مانوئل یکم • تلاش وی برای حفظ قدرت پس از رسیدن پسرش به سن قانونی با کمک فرماندار بیزانسی کیلیکیه اما شکست از نیروهای بارون‌های انطاکیه |               |                     |                          |                         |                                                                         |                                        |                                                |                                   |                                   |
| ۴                                                                 | | ریموند        | ویلیام نهم آکتین    | خاندان پواتیه            | ح. ۱۱۰۵ ۲۹ ژوئن ۱۱۴۹    | ۱۱۳۶                                                                    | -                                      | -                                              | بوهموند ماریا فیلیپا بالدوین      | کنستانس                           |
| ۴                                                                 | توضیجات: • ازدواج با کنستانس انطاکیه با پیشنهاد فولک، پادشاه اورشلیم • دریافت عنوان شاهزاده انطاکیه پس از ازدواج با کنستانس براساس یوره اوکساریس • افزایش نفوذ فرهنگ جنوب فرانسه در انطاکیه پس از به قدرت رسیدن وی • تألیف نخستین اثر ادبی به زبان فرانسوی، منظومه ناچیزان (اسیران مسیحی)، در آن سوی دریاها • تلاش برای حفظ استقلال حکومت خود در مقابل امپراتوری بیزانس و ژان دوم • محاصره انطاکیه توسط ژان دوم در ۱۱۳۷ و پذیرفتن حاکمیت امپراتوری بیزانس توسط ریموند • همکاری و همراهی در حمله نیروهای بیزانس-فرانک به شیزر • تلاش ناموفق وی برای متقاعد کردن پادشاه فرانسه، لوئی هفتم، برای مقابله با زنگیان و حمله به حلب در حین جنگ صلیبی دوم • شرکت نکردن در جنگ صلیبی دوم و محاصره دمشق • شکست و کشته شدن در حین نبرد اناب و ارسال سر وی به نزد خلیفه بغداد                                                                                        |               |                     |                          |                         |                                                                         |                                        |                                                |                                   |                                   |
| ۵                                                                 | | رینالد        | هروه دوم دونزی      | خاندان شاتیون            | ح. ۱۱۲۵ ۴ ژوئیه ۱۱۸۷    | ۱۱۵۳                                                                    | -                                      | -                                              | بالدوین آگنس آلیس                 | کنستانس استفانی                   |
| ۵                                                                 | توضیجات: • پس از موافقت بالدوین سوم، ازدواج با کنستانس انطاکیه • دریافت عنوان شاهزاده انطاکیه پس از ازدواج با کنستانس براساس یوره اوکساریس • تأیید امتیازات تجاری بازرگانان ونیزی در انطاکیه • دستگیری و شکنجه آیمری لیموژ، پاتریارک انطاکیه و مخالف وی به دلیل عدم پرداخت اعانه به رینالد • حمله به کیلیکیه بنا به پیشنهاد امپراتور بیزانس، مانوئل یکم • درگیری و اختلاف با مانوئل یکم پس از بدعهدی امپراتور بیزانس در پرداخت هزینه‌های جنگ با کیلیکیه • اتحاد با شاهزاده ارمنستان و حمله به قبرس • اختلاف با بالدوین سوم بر سر شهر شیزر در حین لشکرکشی صلیبیون به سوریه • تسلیم شدن در مقابل امپراتور بیزانس، مانوئل و پذیرفتن حاکمیت امپراتوری بیزانس بر انطاکیه • اسیر شدن توسط امیر حلب در حین حمله به کناره رود فرات در مرعش |               |                     |                          |                         |                                                                         |                                        |                                                |                                   |                                   |
| ۶                                                                 | | بوهموند سوم   | ریموند پواتیه       | خاندان پواتیه (انطاکیه)  | ح. ۱۱۴۸ آوریل ۱۲۰۱      | ۱۱۶۳                                                                    | بوهموند چهارم                          | -                                              | ریموند بوهموند ویلیام             | اورگیوز تئودورا سیبلا             |
| ۶                                                                 | توضیجات: • رسیدن به قدرت با کمک بارون‌های انطاکیه پس از تبعید مادرش به لاذقیه • آغاز حملات نورالدین زنگی به قلمروی انطاکیه در پاسخ به حمله امالریک اورشلیم به مصر • شکست از زنگیان در نبرد حارم و اسیر شدن وی و ریموند سوم طرابلس • آزاد شدن در سال ۱۱۶۴ پس از پرداخت فدیه وی توسط امپراتور بیزانس، مانوئل یکم • همراهی کردن امپراتور بیزاسن در جنگ علیه پادشاهی ارمنی کیلیکیه • با به قدرت رسیدن صلاح‌الدین ایوبی در مصر، اتحاد انطاکیه با حلب و دمشق برای مقابله با صلاح‌الدین • شکست پادشاهی ارمنی کیلیکیه در دهه ۱۱۸۰ و تحمیل‌کردن حاکمیت خود بر کیلیکیه • به قدرت رساندن پسرش، ریموند به عنوان کنت طرابلس در آن کنت‌نشین • شکست از صلاح‌الدین ایوبی و از دست بخش اعظمی از قلمروی خود و برقرار آتش‌بس پس از پذیرفتن شروط سلطان ایوبی • شکست از لوون یکم، شاه ارمنستان و اسیر شدن وی • آزادی وی پس از تأیید استقلال پادشاهی ارمنی کیلیکیه                    |               |                     |                          |                         |                                                                         |                                        |                                                |                                   |                                   |
| ۷                                                                 | | بوهموند چهارم | بوهموند سوم         | خاندان پواتیه (انطاکیه)  | ح. ۱۱۷۵ مارس ۱۲۳۳       | ۱۲۰۱                                                                    | ریموند روبن                            | ریموند چهارم طرابلس                            | ریموند بوهموند فیلیپ هنری ماریا   | پلیسانس امبریاکو ملیساند لوزینیان |
| ۷                                                                 | توضیجات: • پس از مرگ بوهموند سوم و ریموند چهارم، آغاز جنگ جانشینی در انطاکیه میان ریموند روبن و بوهموند • اتحاد وی با الظاهر غازی، امیر حلب و کیکاووس یکم، سلطان سلجوقی روم برای مقابله با ریموند روبن و لوون یکم • تصرف انطاکیه توسط ریموند روبن پس بروز اختلافات میان بوهموند و اسقف اعظم انطاکیه • با مرگ لوون یکم، پایان جنگ جانشینی انطاکیه و پیروزی بوهموند • موافقت با ازدواح پسرش فیلیپ با زابل، شاهزاده ارمنستان برای اتحاد با کیلیکیه برای مقابله در برابر حملات سلاجقه روم • تلاش وی برای آزادی پسرش، فیلیپ پس از زندانی شدن توسط اشراف ارمنی کیلیکیه با کمک سلاجقه روم • تکفیر از جانب پاپ هونوریوس سوم پس از اختلافات وی با شوالیه مهمان‌نواز بر سر جبله • ملاقات با فریدریش دوم، امپراتور مقدس روم در قبرس و رد درخواست امپراتور آلمان برای یاد کردن سوگند وفاداری • اعلان بی‌طرفی طی جنگ صلیبی ششم • تدوین مجمع‌القوانین انطاکیه به دستور وی |               |                     |                          |                         |                                                                         |                                        |                                                |                                   |                                   |
| ۸                                                                 | | ریموند روبن   | ریموند چهارم طرابلس | خاندان پواتیه (انطاکیه)  | ۱۱۹۸ ۱۲۲۱/۱۲۲۲          | ۱۲۱۶                                                                    | بوهموند چهارم                          | -                                              | ماریا                             | هلویس قبرس                        |
| ۸                                                                 | توضیجات: • پس از مرگ پدر و پدربزرگش، اعلام دعوی خود بر انطاکیه و آغاز جنگ جانشینی انطاکیه • با پیشنهاد لوون یکم، انتخاب به عنوان وارث مقدر و پادشاه جونیور ارمنستان • تسلط بر انطاکیه تا سا ۱۲۱۹ و مرگ لوون یکم • پس از رانده شدن از انطاکیه، اعلام دعوی بر کیلیکیه اما شکست و زندانی‌شدن وی تا زمان مرگش |               |                     |                          |                         |                                                                         |                                        |                                                |                                   |                                   |
| ‎با پایان جنگ جانشینی انطاکیه، قدرت بار دیگر به بوهموند چهارم رسید | |               |                     |                          |                         |                                                                         |                                        |                                                |                                   |                                   |
| ۹                                                                 | | بوهموند چهارم | بوهموند سوم         | خاندان پواتیه (انطاکیه)  | ح. ۱۱۷۵ مارس ۱۲۳۳       | ۱۲۱۹                                                                    | بوهموند پنجم                           | -                                              | پیشتر گفته شد                     | پیشتر گفته شد                     |
| ۹                                                                 | توضیجات: پیشتر گفته شد |               |                     |                          |                         |                                                                         |                                        |                                                |                                   |                                   |
| ۱۰                                                                | | بوهموند پنجم  | بوهموند چهارم       | خاندان پواتیه (انطاکیه)  | ح. ۱۱۹۹ ۱۷ ژانویه ۱۲۵۲  | ۱۲۳۳                                                                    | بوهموند ششم                            | -                                              | پلیسانس بوهموند                   | آلیس شامپانی لوچیا سگنی           |
| ۱۰                                                                | توضیجات: • ادامه اختلافات شاهزاده‌نشین انطاکیه با پادشاهی ارمنی کیلیکیه و شوالیه‌های مهمان‌نواز • استقلال تقریباً تمام فرقه‌های نظامی در اراضی مقدس • اعلان بی‌طرفی در جنگ صلیبی بارونی و جنگ صلیبی هفتم |               |                     |                          |                         |                                                                         |                                        |                                                |                                   |                                   |
| ۱۱                                                                | | بوهموند ششم   | بوهموند پنجم        | خاندان پواتیه (انطاکیه)  | ح. ۱۲۳۷ ۱۲۷۵            | ۱۲۳۳                                                                    | برافتادن شاهزاده‌نشین انطاکیه (مه ۱۲۶۸) | لوچیا سگنی                                     | بوهموند لوچیا                     | سیبلا ارمنستان                    |
| ۱۱                                                                | توضیجات: • با وجود نرسیدن به سن قانونی، رسیدن به قدرت با حمایت لوئی نهم • با پیشنهاد لوئی نهم، ازدواج وی با سیبلا برای پایان‌دادن به اختلافات میان انطاکیه و کیلیکیه و اتحاد میان آنها • تلاش ناموفق برای بازپس‌گیری لاذقیه با همراهی کیلیکیه و مغولان • درگیر شدن در جنگ سنت سابا میان جمهوری جنوا و ونیز در شام • شکست مغولان از ممالیک در نبرد عین جالوت و آغاز حملات ممالیک به قلمروی صلیبیون • محاصره و سقوط انطاکیه توسط ممالیک در ۱۲۶۸ و برافتادن شاهزاده‌نشین انطاکیه |               |                     |                          |                         |                                                                         |                                        |                                                |                                   |                                   |

### شاهزادگان اسمی و افتخاری انطاکیه
| ۱                                                              |  | بوهموند ششم       | بوهموند پنجم  | خاندان پواتیه (انطاکیه) | ح. ۱۲۳۷ ۱۲۷۵             | پیشتر گفته شد                     | پیشتر گفته شد                   | پیشتر گفته شد |
| ۲                                                              |  | بوهموند هفتم      | بوهموند ششم   | خاندان پواتیه (انطاکیه) | ح. ۱۲۶۱ ۱۹ اکتبر ۱۲۸۷    | -                                 | مارگارت عکا                     | [ ۱۴ ]        |
| ۳                                                              |  | لوچیا             | بوهموند ششم   | خاندان پواتیه (انطاکیه) | نامشخص ح. پس از ۱۲۹۲     | فیلیپ                             | نارجو دو توسی                   | [ ۱۵ ]        |
| ۴                                                              |  | فیلیپ             | نارجو دو توسی | خاندان توسی             | ح. بعد از ۱۲۷۸ ۱۳۰۰      | -                                 | الینور آنژو                     | [ ۱۶ ]        |
| ‎پس از فیلیپ دو توسی، این عنوان به پادشاهان قبرس و اورشلیم رسید |  |                   |               |                         |                          |                                   |                                 |               |
| ۵                                                              |  | مارگارت           | هنری انطاکیه  | خاندان لوزینیان         | ح. ۱۲۴۴ ۱۳۰۸             | -                                 | ژان مونتفورت                    | [ ۱۷ ]        |
| ۶                                                              |  | ژان یکم           | هیو چهارم     | خاندان لوزینیان         | ح. ۱۳۲۹/۱۳۳۰ ۱۳۷۵        | جیمز جان پیتر فیبوس الینور لویسیا | کنستانس سیسیل آلیس ابلین        | [ ۱۸ ]        |
| ۷                                                              |  | ژان دوم           | ژانوس قبرس    | خاندان لوزینیان         | ۱۶ مه ۱۴۱۸ ۲۸ ژوئیه ۱۴۵۸ | شارلوت قبرس جیمز                  | آمادیا مونت‌فورت هلنا پالایولوگی | [ ۱۹ ]        |
| ۸                                                              |  | ژان سوم (کویمبرا) | پیتر کویمبرا  | خاندان اویش             | ۱۴۳۱ ۱۴۵۷                | -                                 | شارلوت قبرس                     | [ ۲۰ ]        |

## شجره‌نامه
| خاندان هووتویل        | خاندان هووتویل        | خاندان هووتویل        | خاندان هووتویل        | خاندان هووتویل        | خاندان هووتویل        |  |  | رابرت گیسکارد ۱۰۱۵-۱۰۸۵ -            | رابرت گیسکارد ۱۰۱۵-۱۰۸۵ -            | رابرت گیسکارد ۱۰۱۵-۱۰۸۵ -            | رابرت گیسکارد ۱۰۱۵-۱۰۸۵ -            | رابرت گیسکارد ۱۰۱۵-۱۰۸۵ -               | رابرت گیسکارد ۱۰۱۵-۱۰۸۵ -               |                                         |                                         |                                         |                                         |                                      |                                      | آلبرادا بونالبرجو ؟-۱۱۲۲ -                   | آلبرادا بونالبرجو ؟-۱۱۲۲ -                   | آلبرادا بونالبرجو ؟-۱۱۲۲ -                   | آلبرادا بونالبرجو ؟-۱۱۲۲ -                   | آلبرادا بونالبرجو ؟-۱۱۲۲ -                   | آلبرادا بونالبرجو ؟-۱۱۲۲ -                   |                                    |                                    | فیلیپ یکم فرانسه ۱۰۵۲-۱۱۰۸ ح.۱۰۶۰-۱۱۰۸  | فیلیپ یکم فرانسه ۱۰۵۲-۱۱۰۸ ح.۱۰۶۰-۱۱۰۸  | فیلیپ یکم فرانسه ۱۰۵۲-۱۱۰۸ ح.۱۰۶۰-۱۱۰۸  | فیلیپ یکم فرانسه ۱۰۵۲-۱۱۰۸ ح.۱۰۶۰-۱۱۰۸  | فیلیپ یکم فرانسه ۱۰۵۲-۱۱۰۸ ح.۱۰۶۰-۱۱۰۸  | فیلیپ یکم فرانسه ۱۰۵۲-۱۱۰۸ ح.۱۰۶۰-۱۱۰۸  |                                         |                                         |                                            |                                            |                                            |                                            |                                            |                                            |                                       |                                       |  |  |  |  |  |  |
| خاندان هووتویل        | خاندان هووتویل        | خاندان هووتویل        | خاندان هووتویل        | خاندان هووتویل        | خاندان هووتویل        |  |  | رابرت گیسکارد ۱۰۱۵-۱۰۸۵ -            | رابرت گیسکارد ۱۰۱۵-۱۰۸۵ -            | رابرت گیسکارد ۱۰۱۵-۱۰۸۵ -            | رابرت گیسکارد ۱۰۱۵-۱۰۸۵ -            | رابرت گیسکارد ۱۰۱۵-۱۰۸۵ -               | رابرت گیسکارد ۱۰۱۵-۱۰۸۵ -               |                                         |                                         |                                         |                                         |                                      |                                      | آلبرادا بونالبرجو ؟-۱۱۲۲ -                   | آلبرادا بونالبرجو ؟-۱۱۲۲ -                   | آلبرادا بونالبرجو ؟-۱۱۲۲ -                   | آلبرادا بونالبرجو ؟-۱۱۲۲ -                   | آلبرادا بونالبرجو ؟-۱۱۲۲ -                   | آلبرادا بونالبرجو ؟-۱۱۲۲ -                   |                                    |                                    | فیلیپ یکم فرانسه ۱۰۵۲-۱۱۰۸ ح.۱۰۶۰-۱۱۰۸  | فیلیپ یکم فرانسه ۱۰۵۲-۱۱۰۸ ح.۱۰۶۰-۱۱۰۸  | فیلیپ یکم فرانسه ۱۰۵۲-۱۱۰۸ ح.۱۰۶۰-۱۱۰۸  | فیلیپ یکم فرانسه ۱۰۵۲-۱۱۰۸ ح.۱۰۶۰-۱۱۰۸  | فیلیپ یکم فرانسه ۱۰۵۲-۱۱۰۸ ح.۱۰۶۰-۱۱۰۸  | فیلیپ یکم فرانسه ۱۰۵۲-۱۱۰۸ ح.۱۰۶۰-۱۱۰۸  |                                         |                                         |                                            |                                            |                                            |                                            |                                            |                                            |                                       |                                       |  |  |  |  |  |  |
|                       |                       |                       |                       |                       |                       |  |  |                                      |                                      |                                      |                                      |                                         |                                         |                                         |                                         |                                         |                                         |                                      |                                      |                                              |                                              |                                              |                                              |                                              |                                              |                                    |                                    |                                         |                                         |                                         |                                         |                                         |                                         |                                         |                                         |                                            |                                            |                                            |                                            |                                            |                                            |                                       |                                       |  |  |  |  |  |  |
| خاندان کاپت           | خاندان کاپت           | خاندان کاپت           | خاندان کاپت           | خاندان کاپت           | خاندان کاپت           |  |  |                                      |                                      |                                      |                                      |                                         |                                         | بوهموند یکم ۱۰۵۴-۱۱۱۱ ح. ۱۰۹۸-۱۱۱۱      | بوهموند یکم ۱۰۵۴-۱۱۱۱ ح. ۱۰۹۸-۱۱۱۱      | بوهموند یکم ۱۰۵۴-۱۱۱۱ ح. ۱۰۹۸-۱۱۱۱      | بوهموند یکم ۱۰۵۴-۱۱۱۱ ح. ۱۰۹۸-۱۱۱۱      | بوهموند یکم ۱۰۵۴-۱۱۱۱ ح. ۱۰۹۸-۱۱۱۱   | بوهموند یکم ۱۰۵۴-۱۱۱۱ ح. ۱۰۹۸-۱۱۱۱   |                                              |                                              |                                              |                                              |                                              |                                              |                                    |                                    | کنستانس فرانسه ۱۰۷۸-۱۱۲۶ -              | کنستانس فرانسه ۱۰۷۸-۱۱۲۶ -              | کنستانس فرانسه ۱۰۷۸-۱۱۲۶ -              | کنستانس فرانسه ۱۰۷۸-۱۱۲۶ -              | کنستانس فرانسه ۱۰۷۸-۱۱۲۶ -              | کنستانس فرانسه ۱۰۷۸-۱۱۲۶ -              |                                         |                                         | بالدوین یکم اورشلیم ۱۰۵۸-۱۱۱۸ ح. ۱۱۰۰-۱۱۱۸ | بالدوین یکم اورشلیم ۱۰۵۸-۱۱۱۸ ح. ۱۱۰۰-۱۱۱۸ | بالدوین یکم اورشلیم ۱۰۵۸-۱۱۱۸ ح. ۱۱۰۰-۱۱۱۸ | بالدوین یکم اورشلیم ۱۰۵۸-۱۱۱۸ ح. ۱۱۰۰-۱۱۱۸ | بالدوین یکم اورشلیم ۱۰۵۸-۱۱۱۸ ح. ۱۱۰۰-۱۱۱۸ | بالدوین یکم اورشلیم ۱۰۵۸-۱۱۱۸ ح. ۱۱۰۰-۱۱۱۸ |                                       |                                       |  |  |  |  |  |  |
| خاندان کاپت           | خاندان کاپت           | خاندان کاپت           | خاندان کاپت           | خاندان کاپت           | خاندان کاپت           |  |  |                                      |                                      |                                      |                                      |                                         |                                         | بوهموند یکم ۱۰۵۴-۱۱۱۱ ح. ۱۰۹۸-۱۱۱۱      | بوهموند یکم ۱۰۵۴-۱۱۱۱ ح. ۱۰۹۸-۱۱۱۱      | بوهموند یکم ۱۰۵۴-۱۱۱۱ ح. ۱۰۹۸-۱۱۱۱      | بوهموند یکم ۱۰۵۴-۱۱۱۱ ح. ۱۰۹۸-۱۱۱۱      | بوهموند یکم ۱۰۵۴-۱۱۱۱ ح. ۱۰۹۸-۱۱۱۱   | بوهموند یکم ۱۰۵۴-۱۱۱۱ ح. ۱۰۹۸-۱۱۱۱   |                                              |                                              |                                              |                                              |                                              |                                              |                                    |                                    | کنستانس فرانسه ۱۰۷۸-۱۱۲۶ -              | کنستانس فرانسه ۱۰۷۸-۱۱۲۶ -              | کنستانس فرانسه ۱۰۷۸-۱۱۲۶ -              | کنستانس فرانسه ۱۰۷۸-۱۱۲۶ -              | کنستانس فرانسه ۱۰۷۸-۱۱۲۶ -              | کنستانس فرانسه ۱۰۷۸-۱۱۲۶ -              |                                         |                                         | بالدوین یکم اورشلیم ۱۰۵۸-۱۱۱۸ ح. ۱۱۰۰-۱۱۱۸ | بالدوین یکم اورشلیم ۱۰۵۸-۱۱۱۸ ح. ۱۱۰۰-۱۱۱۸ | بالدوین یکم اورشلیم ۱۰۵۸-۱۱۱۸ ح. ۱۱۰۰-۱۱۱۸ | بالدوین یکم اورشلیم ۱۰۵۸-۱۱۱۸ ح. ۱۱۰۰-۱۱۱۸ | بالدوین یکم اورشلیم ۱۰۵۸-۱۱۱۸ ح. ۱۱۰۰-۱۱۱۸ | بالدوین یکم اورشلیم ۱۰۵۸-۱۱۱۸ ح. ۱۱۰۰-۱۱۱۸ |                                       |                                       |  |  |  |  |  |  |
|                       |                       |                       |                       |                       |                       |  |  |                                      |                                      |                                      |                                      |                                         |                                         |                                         |                                         |                                         |                                         |                                      |                                      |                                              |                                              |                                              |                                              |                                              |                                              |                                    |                                    |                                         |                                         |                                         |                                         |                                         |                                         |                                         |                                         |                                            |                                            |                                            |                                            |                                            |                                            |                                       |                                       |  |  |  |  |  |  |
| خاندان بولون          | خاندان بولون          | خاندان بولون          | خاندان بولون          | خاندان بولون          | خاندان بولون          |  |  |                                      |                                      |                                      |                                      |                                         |                                         |                                         |                                         |                                         |                                         |                                      |                                      | بوهموند دوم ۱۱۰۷/۱۱۰۸-۱۱۳۰ ح. ۱۱۱۱/۱۱۱۹-۱۱۳۰ | بوهموند دوم ۱۱۰۷/۱۱۰۸-۱۱۳۰ ح. ۱۱۱۱/۱۱۱۹-۱۱۳۰ | بوهموند دوم ۱۱۰۷/۱۱۰۸-۱۱۳۰ ح. ۱۱۱۱/۱۱۱۹-۱۱۳۰ | بوهموند دوم ۱۱۰۷/۱۱۰۸-۱۱۳۰ ح. ۱۱۱۱/۱۱۱۹-۱۱۳۰ | بوهموند دوم ۱۱۰۷/۱۱۰۸-۱۱۳۰ ح. ۱۱۱۱/۱۱۱۹-۱۱۳۰ | بوهموند دوم ۱۱۰۷/۱۱۰۸-۱۱۳۰ ح. ۱۱۱۱/۱۱۱۹-۱۱۳۰ |                                    |                                    |                                         |                                         |                                         |                                         |                                         |                                         |                                         |                                         | آلیس اورشلیم ۱۱۱۰-۱۱۳۶                     | آلیس اورشلیم ۱۱۱۰-۱۱۳۶                     | آلیس اورشلیم ۱۱۱۰-۱۱۳۶                     | آلیس اورشلیم ۱۱۱۰-۱۱۳۶                     | آلیس اورشلیم ۱۱۱۰-۱۱۳۶                     | آلیس اورشلیم ۱۱۱۰-۱۱۳۶                     |                                       |                                       |  |  |  |  |  |  |
| خاندان بولون          | خاندان بولون          | خاندان بولون          | خاندان بولون          | خاندان بولون          | خاندان بولون          |  |  |                                      |                                      |                                      |                                      |                                         |                                         |                                         |                                         |                                         |                                         |                                      |                                      | بوهموند دوم ۱۱۰۷/۱۱۰۸-۱۱۳۰ ح. ۱۱۱۱/۱۱۱۹-۱۱۳۰ | بوهموند دوم ۱۱۰۷/۱۱۰۸-۱۱۳۰ ح. ۱۱۱۱/۱۱۱۹-۱۱۳۰ | بوهموند دوم ۱۱۰۷/۱۱۰۸-۱۱۳۰ ح. ۱۱۱۱/۱۱۱۹-۱۱۳۰ | بوهموند دوم ۱۱۰۷/۱۱۰۸-۱۱۳۰ ح. ۱۱۱۱/۱۱۱۹-۱۱۳۰ | بوهموند دوم ۱۱۰۷/۱۱۰۸-۱۱۳۰ ح. ۱۱۱۱/۱۱۱۹-۱۱۳۰ | بوهموند دوم ۱۱۰۷/۱۱۰۸-۱۱۳۰ ح. ۱۱۱۱/۱۱۱۹-۱۱۳۰ |                                    |                                    |                                         |                                         |                                         |                                         |                                         |                                         |                                         |                                         | آلیس اورشلیم ۱۱۱۰-۱۱۳۶                     | آلیس اورشلیم ۱۱۱۰-۱۱۳۶                     | آلیس اورشلیم ۱۱۱۰-۱۱۳۶                     | آلیس اورشلیم ۱۱۱۰-۱۱۳۶                     | آلیس اورشلیم ۱۱۱۰-۱۱۳۶                     | آلیس اورشلیم ۱۱۱۰-۱۱۳۶                     |                                       |                                       |  |  |  |  |  |  |
|                       |                       |                       |                       |                       |                       |  |  |                                      |                                      |                                      |                                      |                                         |                                         |                                         |                                         |                                         |                                         |                                      |                                      |                                              |                                              |                                              |                                              |                                              |                                              |                                    |                                    |                                         |                                         |                                         |                                         |                                         |                                         |                                         |                                         |                                            |                                            |                                            |                                            |                                            |                                            |                                       |                                       |  |  |  |  |  |  |
| خاندان پواتیه         | خاندان پواتیه         | خاندان پواتیه         | خاندان پواتیه         | خاندان پواتیه         | خاندان پواتیه         |  |  |                                      |                                      |                                      |                                      |                                         |                                         | ریموند پواتیه ۱۱۰۵-۱۱۴۹ ح.۱۱۳۶-۱۱۴۹     | ریموند پواتیه ۱۱۰۵-۱۱۴۹ ح.۱۱۳۶-۱۱۴۹     | ریموند پواتیه ۱۱۰۵-۱۱۴۹ ح.۱۱۳۶-۱۱۴۹     | ریموند پواتیه ۱۱۰۵-۱۱۴۹ ح.۱۱۳۶-۱۱۴۹     | ریموند پواتیه ۱۱۰۵-۱۱۴۹ ح.۱۱۳۶-۱۱۴۹  | ریموند پواتیه ۱۱۰۵-۱۱۴۹ ح.۱۱۳۶-۱۱۴۹  |                                              |                                              |                                              |                                              |                                              |                                              | کنستانس ۱۱۲۸-۱۱۶۳ ح.۱۱۳۰-۱۱۶۳      | کنستانس ۱۱۲۸-۱۱۶۳ ح.۱۱۳۰-۱۱۶۳      | کنستانس ۱۱۲۸-۱۱۶۳ ح.۱۱۳۰-۱۱۶۳           | کنستانس ۱۱۲۸-۱۱۶۳ ح.۱۱۳۰-۱۱۶۳           | کنستانس ۱۱۲۸-۱۱۶۳ ح.۱۱۳۰-۱۱۶۳           | کنستانس ۱۱۲۸-۱۱۶۳ ح.۱۱۳۰-۱۱۶۳           |                                         |                                         |                                         |                                         | رونو دو شاتیون ۱۱۲۵-۱۱۸۷ ح.۱۱۵۳-۱۱۶۰/۱۱۶۱  | رونو دو شاتیون ۱۱۲۵-۱۱۸۷ ح.۱۱۵۳-۱۱۶۰/۱۱۶۱  | رونو دو شاتیون ۱۱۲۵-۱۱۸۷ ح.۱۱۵۳-۱۱۶۰/۱۱۶۱  | رونو دو شاتیون ۱۱۲۵-۱۱۸۷ ح.۱۱۵۳-۱۱۶۰/۱۱۶۱  | رونو دو شاتیون ۱۱۲۵-۱۱۸۷ ح.۱۱۵۳-۱۱۶۰/۱۱۶۱  | رونو دو شاتیون ۱۱۲۵-۱۱۸۷ ح.۱۱۵۳-۱۱۶۰/۱۱۶۱  |                                       |                                       |  |  |  |  |  |  |
| خاندان پواتیه         | خاندان پواتیه         | خاندان پواتیه         | خاندان پواتیه         | خاندان پواتیه         | خاندان پواتیه         |  |  |                                      |                                      |                                      |                                      |                                         |                                         | ریموند پواتیه ۱۱۰۵-۱۱۴۹ ح.۱۱۳۶-۱۱۴۹     | ریموند پواتیه ۱۱۰۵-۱۱۴۹ ح.۱۱۳۶-۱۱۴۹     | ریموند پواتیه ۱۱۰۵-۱۱۴۹ ح.۱۱۳۶-۱۱۴۹     | ریموند پواتیه ۱۱۰۵-۱۱۴۹ ح.۱۱۳۶-۱۱۴۹     | ریموند پواتیه ۱۱۰۵-۱۱۴۹ ح.۱۱۳۶-۱۱۴۹  | ریموند پواتیه ۱۱۰۵-۱۱۴۹ ح.۱۱۳۶-۱۱۴۹  |                                              |                                              |                                              |                                              |                                              |                                              | کنستانس ۱۱۲۸-۱۱۶۳ ح.۱۱۳۰-۱۱۶۳      | کنستانس ۱۱۲۸-۱۱۶۳ ح.۱۱۳۰-۱۱۶۳      | کنستانس ۱۱۲۸-۱۱۶۳ ح.۱۱۳۰-۱۱۶۳           | کنستانس ۱۱۲۸-۱۱۶۳ ح.۱۱۳۰-۱۱۶۳           | کنستانس ۱۱۲۸-۱۱۶۳ ح.۱۱۳۰-۱۱۶۳           | کنستانس ۱۱۲۸-۱۱۶۳ ح.۱۱۳۰-۱۱۶۳           |                                         |                                         |                                         |                                         | رونو دو شاتیون ۱۱۲۵-۱۱۸۷ ح.۱۱۵۳-۱۱۶۰/۱۱۶۱  | رونو دو شاتیون ۱۱۲۵-۱۱۸۷ ح.۱۱۵۳-۱۱۶۰/۱۱۶۱  | رونو دو شاتیون ۱۱۲۵-۱۱۸۷ ح.۱۱۵۳-۱۱۶۰/۱۱۶۱  | رونو دو شاتیون ۱۱۲۵-۱۱۸۷ ح.۱۱۵۳-۱۱۶۰/۱۱۶۱  | رونو دو شاتیون ۱۱۲۵-۱۱۸۷ ح.۱۱۵۳-۱۱۶۰/۱۱۶۱  | رونو دو شاتیون ۱۱۲۵-۱۱۸۷ ح.۱۱۵۳-۱۱۶۰/۱۱۶۱  |                                       |                                       |  |  |  |  |  |  |
|                       |                       |                       |                       |                       |                       |  |  |                                      |                                      |                                      |                                      |                                         |                                         |                                         |                                         |                                         |                                         |                                      |                                      |                                              |                                              |                                              |                                              |                                              |                                              |                                    |                                    |                                         |                                         |                                         |                                         |                                         |                                         |                                         |                                         |                                            |                                            |                                            |                                            |                                            |                                            |                                       |                                       |  |  |  |  |  |  |
|                       |                       |                       |                       |                       |                       |  |  |                                      |                                      |                                      |                                      |                                         |                                         |                                         |                                         |                                         |                                         |                                      |                                      |                                              |                                              |                                              |                                              |                                              |                                              |                                    |                                    |                                         |                                         |                                         |                                         |                                         |                                         |                                         |                                         |                                            |                                            |                                            |                                            |                                            |                                            |                                       |                                       |  |  |  |  |  |  |
| خاندان شاتیون         | خاندان شاتیون         | خاندان شاتیون         | خاندان شاتیون         | خاندان شاتیون         | خاندان شاتیون         |  |  |                                      |                                      |                                      |                                      | فیلیپا انطاکیه ۱۱۴۸-۱۱۷۸ -              | فیلیپا انطاکیه ۱۱۴۸-۱۱۷۸ -              | فیلیپا انطاکیه ۱۱۴۸-۱۱۷۸ -              | فیلیپا انطاکیه ۱۱۴۸-۱۱۷۸ -              | فیلیپا انطاکیه ۱۱۴۸-۱۱۷۸ -              | فیلیپا انطاکیه ۱۱۴۸-۱۱۷۸ -              |                                      |                                      |                                              |                                              |                                              |                                              |                                              |                                              |                                    |                                    | ماریا انطاکیه ۱۱۴۵-۱۱۸۲ -               | ماریا انطاکیه ۱۱۴۵-۱۱۸۲ -               | ماریا انطاکیه ۱۱۴۵-۱۱۸۲ -               | ماریا انطاکیه ۱۱۴۵-۱۱۸۲ -               | ماریا انطاکیه ۱۱۴۵-۱۱۸۲ -               | ماریا انطاکیه ۱۱۴۵-۱۱۸۲ -               |                                         |                                         | مانوئل یکم بیزانس ۱۱۱۸-۱۱۸۰ ح.۱۱۴۳-۱۱۸۰    | مانوئل یکم بیزانس ۱۱۱۸-۱۱۸۰ ح.۱۱۴۳-۱۱۸۰    | مانوئل یکم بیزانس ۱۱۱۸-۱۱۸۰ ح.۱۱۴۳-۱۱۸۰    | مانوئل یکم بیزانس ۱۱۱۸-۱۱۸۰ ح.۱۱۴۳-۱۱۸۰    | مانوئل یکم بیزانس ۱۱۱۸-۱۱۸۰ ح.۱۱۴۳-۱۱۸۰    | مانوئل یکم بیزانس ۱۱۱۸-۱۱۸۰ ح.۱۱۴۳-۱۱۸۰    |                                       |                                       |  |  |  |  |  |  |
| خاندان شاتیون         | خاندان شاتیون         | خاندان شاتیون         | خاندان شاتیون         | خاندان شاتیون         | خاندان شاتیون         |  |  |                                      |                                      |                                      |                                      | فیلیپا انطاکیه ۱۱۴۸-۱۱۷۸ -              | فیلیپا انطاکیه ۱۱۴۸-۱۱۷۸ -              | فیلیپا انطاکیه ۱۱۴۸-۱۱۷۸ -              | فیلیپا انطاکیه ۱۱۴۸-۱۱۷۸ -              | فیلیپا انطاکیه ۱۱۴۸-۱۱۷۸ -              | فیلیپا انطاکیه ۱۱۴۸-۱۱۷۸ -              |                                      |                                      |                                              |                                              |                                              |                                              |                                              |                                              |                                    |                                    | ماریا انطاکیه ۱۱۴۵-۱۱۸۲ -               | ماریا انطاکیه ۱۱۴۵-۱۱۸۲ -               | ماریا انطاکیه ۱۱۴۵-۱۱۸۲ -               | ماریا انطاکیه ۱۱۴۵-۱۱۸۲ -               | ماریا انطاکیه ۱۱۴۵-۱۱۸۲ -               | ماریا انطاکیه ۱۱۴۵-۱۱۸۲ -               |                                         |                                         | مانوئل یکم بیزانس ۱۱۱۸-۱۱۸۰ ح.۱۱۴۳-۱۱۸۰    | مانوئل یکم بیزانس ۱۱۱۸-۱۱۸۰ ح.۱۱۴۳-۱۱۸۰    | مانوئل یکم بیزانس ۱۱۱۸-۱۱۸۰ ح.۱۱۴۳-۱۱۸۰    | مانوئل یکم بیزانس ۱۱۱۸-۱۱۸۰ ح.۱۱۴۳-۱۱۸۰    | مانوئل یکم بیزانس ۱۱۱۸-۱۱۸۰ ح.۱۱۴۳-۱۱۸۰    | مانوئل یکم بیزانس ۱۱۱۸-۱۱۸۰ ح.۱۱۴۳-۱۱۸۰    |                                       |                                       |  |  |  |  |  |  |
|                       |                       |                       |                       |                       |                       |  |  |                                      |                                      |                                      |                                      |                                         |                                         |                                         |                                         |                                         |                                         |                                      |                                      |                                              |                                              |                                              |                                              |                                              |                                              |                                    |                                    |                                         |                                         |                                         |                                         |                                         |                                         |                                         |                                         |                                            |                                            |                                            |                                            |                                            |                                            |                                       |                                       |  |  |  |  |  |  |
| خاندان پواتیه-انطاکیه | خاندان پواتیه-انطاکیه | خاندان پواتیه-انطاکیه | خاندان پواتیه-انطاکیه | خاندان پواتیه-انطاکیه | خاندان پواتیه-انطاکیه |  |  | اورگیوز ؟-۱۱۷۶ -                     | اورگیوز ؟-۱۱۷۶ -                     | اورگیوز ؟-۱۱۷۶ -                     | اورگیوز ؟-۱۱۷۶ -                     | اورگیوز ؟-۱۱۷۶ -                        | اورگیوز ؟-۱۱۷۶ -                        |                                         |                                         |                                         |                                         |                                      |                                      | بوهموند سوم ۱۱۴۸-۱۲۰۱ ح.۱۱۶۳-۱۲۰۱            | بوهموند سوم ۱۱۴۸-۱۲۰۱ ح.۱۱۶۳-۱۲۰۱            | بوهموند سوم ۱۱۴۸-۱۲۰۱ ح.۱۱۶۳-۱۲۰۱            | بوهموند سوم ۱۱۴۸-۱۲۰۱ ح.۱۱۶۳-۱۲۰۱            | بوهموند سوم ۱۱۴۸-۱۲۰۱ ح.۱۱۶۳-۱۲۰۱            | بوهموند سوم ۱۱۴۸-۱۲۰۱ ح.۱۱۶۳-۱۲۰۱            |                                    |                                    | تئودورا کومننه ؟-۱۱۸۱ -                 | تئودورا کومننه ؟-۱۱۸۱ -                 | تئودورا کومننه ؟-۱۱۸۱ -                 | تئودورا کومننه ؟-۱۱۸۱ -                 | تئودورا کومننه ؟-۱۱۸۱ -                 | تئودورا کومننه ؟-۱۱۸۱ -                 |                                         |                                         | آلکسیوس دوم بیزانس ۱۱۶۹-۱۱۸۳ ح.۱۱۸۰-۱۱۸۳   | آلکسیوس دوم بیزانس ۱۱۶۹-۱۱۸۳ ح.۱۱۸۰-۱۱۸۳   | آلکسیوس دوم بیزانس ۱۱۶۹-۱۱۸۳ ح.۱۱۸۰-۱۱۸۳   | آلکسیوس دوم بیزانس ۱۱۶۹-۱۱۸۳ ح.۱۱۸۰-۱۱۸۳   | آلکسیوس دوم بیزانس ۱۱۶۹-۱۱۸۳ ح.۱۱۸۰-۱۱۸۳   | آلکسیوس دوم بیزانس ۱۱۶۹-۱۱۸۳ ح.۱۱۸۰-۱۱۸۳   |                                       |                                       |  |  |  |  |  |  |
| خاندان پواتیه-انطاکیه | خاندان پواتیه-انطاکیه | خاندان پواتیه-انطاکیه | خاندان پواتیه-انطاکیه | خاندان پواتیه-انطاکیه | خاندان پواتیه-انطاکیه |  |  | اورگیوز ؟-۱۱۷۶ -                     | اورگیوز ؟-۱۱۷۶ -                     | اورگیوز ؟-۱۱۷۶ -                     | اورگیوز ؟-۱۱۷۶ -                     | اورگیوز ؟-۱۱۷۶ -                        | اورگیوز ؟-۱۱۷۶ -                        |                                         |                                         |                                         |                                         |                                      |                                      | بوهموند سوم ۱۱۴۸-۱۲۰۱ ح.۱۱۶۳-۱۲۰۱            | بوهموند سوم ۱۱۴۸-۱۲۰۱ ح.۱۱۶۳-۱۲۰۱            | بوهموند سوم ۱۱۴۸-۱۲۰۱ ح.۱۱۶۳-۱۲۰۱            | بوهموند سوم ۱۱۴۸-۱۲۰۱ ح.۱۱۶۳-۱۲۰۱            | بوهموند سوم ۱۱۴۸-۱۲۰۱ ح.۱۱۶۳-۱۲۰۱            | بوهموند سوم ۱۱۴۸-۱۲۰۱ ح.۱۱۶۳-۱۲۰۱            |                                    |                                    | تئودورا کومننه ؟-۱۱۸۱ -                 | تئودورا کومننه ؟-۱۱۸۱ -                 | تئودورا کومننه ؟-۱۱۸۱ -                 | تئودورا کومننه ؟-۱۱۸۱ -                 | تئودورا کومننه ؟-۱۱۸۱ -                 | تئودورا کومننه ؟-۱۱۸۱ -                 |                                         |                                         | آلکسیوس دوم بیزانس ۱۱۶۹-۱۱۸۳ ح.۱۱۸۰-۱۱۸۳   | آلکسیوس دوم بیزانس ۱۱۶۹-۱۱۸۳ ح.۱۱۸۰-۱۱۸۳   | آلکسیوس دوم بیزانس ۱۱۶۹-۱۱۸۳ ح.۱۱۸۰-۱۱۸۳   | آلکسیوس دوم بیزانس ۱۱۶۹-۱۱۸۳ ح.۱۱۸۰-۱۱۸۳   | آلکسیوس دوم بیزانس ۱۱۶۹-۱۱۸۳ ح.۱۱۸۰-۱۱۸۳   | آلکسیوس دوم بیزانس ۱۱۶۹-۱۱۸۳ ح.۱۱۸۰-۱۱۸۳   |                                       |                                       |  |  |  |  |  |  |
|                       |                       |                       |                       |                       |                       |  |  |                                      |                                      |                                      |                                      |                                         |                                         |                                         |                                         |                                         |                                         |                                      |                                      |                                              |                                              |                                              |                                              |                                              |                                              |                                    |                                    |                                         |                                         |                                         |                                         |                                         |                                         |                                         |                                         |                                            |                                            |                                            |                                            |                                            |                                            |                                       |                                       |  |  |  |  |  |  |
|                       |                       |                       |                       |                       |                       |  |  |                                      |                                      |                                      |                                      |                                         |                                         |                                         |                                         |                                         |                                         |                                      |                                      |                                              |                                              |                                              |                                              |                                              |                                              |                                    |                                    |                                         |                                         |                                         |                                         |                                         |                                         |                                         |                                         |                                            |                                            |                                            |                                            |                                            |                                            |                                       |                                       |  |  |  |  |  |  |
| خاندان کومنن          | خاندان کومنن          | خاندان کومنن          | خاندان کومنن          | خاندان کومنن          | خاندان کومنن          |  |  | بوهموند چهارم ۱۱۷۵-۱۲۳۳ ح. ۱۲۰۱-۱۲۳۳ | بوهموند چهارم ۱۱۷۵-۱۲۳۳ ح. ۱۲۰۱-۱۲۳۳ | بوهموند چهارم ۱۱۷۵-۱۲۳۳ ح. ۱۲۰۱-۱۲۳۳ | بوهموند چهارم ۱۱۷۵-۱۲۳۳ ح. ۱۲۰۱-۱۲۳۳ | بوهموند چهارم ۱۱۷۵-۱۲۳۳ ح. ۱۲۰۱-۱۲۳۳    | بوهموند چهارم ۱۱۷۵-۱۲۳۳ ح. ۱۲۰۱-۱۲۳۳    |                                         |                                         |                                         |                                         |                                      |                                      | پلیسانس امبریاکو ؟-۱۱۹۸ -                    | پلیسانس امبریاکو ؟-۱۱۹۸ -                    | پلیسانس امبریاکو ؟-۱۱۹۸ -                    | پلیسانس امبریاکو ؟-۱۱۹۸ -                    | پلیسانس امبریاکو ؟-۱۱۹۸ -                    | پلیسانس امبریاکو ؟-۱۱۹۸ -                    |                                    |                                    | ریموند چهارم طرابلس ؟-۱۱۹۹ ح. ۱۱۸۷-۱۱۹۹ | ریموند چهارم طرابلس ؟-۱۱۹۹ ح. ۱۱۸۷-۱۱۹۹ | ریموند چهارم طرابلس ؟-۱۱۹۹ ح. ۱۱۸۷-۱۱۹۹ | ریموند چهارم طرابلس ؟-۱۱۹۹ ح. ۱۱۸۷-۱۱۹۹ | ریموند چهارم طرابلس ؟-۱۱۹۹ ح. ۱۱۸۷-۱۱۹۹ | ریموند چهارم طرابلس ؟-۱۱۹۹ ح. ۱۱۸۷-۱۱۹۹ |                                         |                                         | آلیس ارمنستان ۱۱۸۲-۱۲۳۴ -                  | آلیس ارمنستان ۱۱۸۲-۱۲۳۴ -                  | آلیس ارمنستان ۱۱۸۲-۱۲۳۴ -                  | آلیس ارمنستان ۱۱۸۲-۱۲۳۴ -                  | آلیس ارمنستان ۱۱۸۲-۱۲۳۴ -                  | آلیس ارمنستان ۱۱۸۲-۱۲۳۴ -                  |                                       |                                       |  |  |  |  |  |  |
| خاندان کومنن          | خاندان کومنن          | خاندان کومنن          | خاندان کومنن          | خاندان کومنن          | خاندان کومنن          |  |  | بوهموند چهارم ۱۱۷۵-۱۲۳۳ ح. ۱۲۰۱-۱۲۳۳ | بوهموند چهارم ۱۱۷۵-۱۲۳۳ ح. ۱۲۰۱-۱۲۳۳ | بوهموند چهارم ۱۱۷۵-۱۲۳۳ ح. ۱۲۰۱-۱۲۳۳ | بوهموند چهارم ۱۱۷۵-۱۲۳۳ ح. ۱۲۰۱-۱۲۳۳ | بوهموند چهارم ۱۱۷۵-۱۲۳۳ ح. ۱۲۰۱-۱۲۳۳    | بوهموند چهارم ۱۱۷۵-۱۲۳۳ ح. ۱۲۰۱-۱۲۳۳    |                                         |                                         |                                         |                                         |                                      |                                      | پلیسانس امبریاکو ؟-۱۱۹۸ -                    | پلیسانس امبریاکو ؟-۱۱۹۸ -                    | پلیسانس امبریاکو ؟-۱۱۹۸ -                    | پلیسانس امبریاکو ؟-۱۱۹۸ -                    | پلیسانس امبریاکو ؟-۱۱۹۸ -                    | پلیسانس امبریاکو ؟-۱۱۹۸ -                    |                                    |                                    | ریموند چهارم طرابلس ؟-۱۱۹۹ ح. ۱۱۸۷-۱۱۹۹ | ریموند چهارم طرابلس ؟-۱۱۹۹ ح. ۱۱۸۷-۱۱۹۹ | ریموند چهارم طرابلس ؟-۱۱۹۹ ح. ۱۱۸۷-۱۱۹۹ | ریموند چهارم طرابلس ؟-۱۱۹۹ ح. ۱۱۸۷-۱۱۹۹ | ریموند چهارم طرابلس ؟-۱۱۹۹ ح. ۱۱۸۷-۱۱۹۹ | ریموند چهارم طرابلس ؟-۱۱۹۹ ح. ۱۱۸۷-۱۱۹۹ |                                         |                                         | آلیس ارمنستان ۱۱۸۲-۱۲۳۴ -                  | آلیس ارمنستان ۱۱۸۲-۱۲۳۴ -                  | آلیس ارمنستان ۱۱۸۲-۱۲۳۴ -                  | آلیس ارمنستان ۱۱۸۲-۱۲۳۴ -                  | آلیس ارمنستان ۱۱۸۲-۱۲۳۴ -                  | آلیس ارمنستان ۱۱۸۲-۱۲۳۴ -                  |                                       |                                       |  |  |  |  |  |  |
|                       |                       |                       |                       |                       |                       |  |  |                                      |                                      |                                      |                                      |                                         |                                         |                                         |                                         |                                         |                                         |                                      |                                      |                                              |                                              |                                              |                                              |                                              |                                              |                                    |                                    |                                         |                                         |                                         |                                         |                                         |                                         |                                         |                                         |                                            |                                            |                                            |                                            |                                            |                                            |                                       |                                       |  |  |  |  |  |  |
| خاندان روبن           | خاندان روبن           | خاندان روبن           | خاندان روبن           | خاندان روبن           | خاندان روبن           |  |  | هنری انطاکیه ۱۲۱۷-۱۲۳۴ -             | هنری انطاکیه ۱۲۱۷-۱۲۳۴ -             | هنری انطاکیه ۱۲۱۷-۱۲۳۴ -             | هنری انطاکیه ۱۲۱۷-۱۲۳۴ -             | هنری انطاکیه ۱۲۱۷-۱۲۳۴ -                | هنری انطاکیه ۱۲۱۷-۱۲۳۴ -                |                                         |                                         |                                         |                                         |                                      |                                      |                                              |                                              |                                              |                                              |                                              |                                              |                                    |                                    |                                         |                                         |                                         |                                         | ریموند روبن ۱۱۹۸-۱۲۲۱/۱۲۲۲ ح. ۱۲۱۶-۱۲۱۹ | ریموند روبن ۱۱۹۸-۱۲۲۱/۱۲۲۲ ح. ۱۲۱۶-۱۲۱۹ | ریموند روبن ۱۱۹۸-۱۲۲۱/۱۲۲۲ ح. ۱۲۱۶-۱۲۱۹ | ریموند روبن ۱۱۹۸-۱۲۲۱/۱۲۲۲ ح. ۱۲۱۶-۱۲۱۹ | ریموند روبن ۱۱۹۸-۱۲۲۱/۱۲۲۲ ح. ۱۲۱۶-۱۲۱۹    | ریموند روبن ۱۱۹۸-۱۲۲۱/۱۲۲۲ ح. ۱۲۱۶-۱۲۱۹    |                                            |                                            |                                            |                                            |                                       |                                       |  |  |  |  |  |  |
| خاندان روبن           | خاندان روبن           | خاندان روبن           | خاندان روبن           | خاندان روبن           | خاندان روبن           |  |  | هنری انطاکیه ۱۲۱۷-۱۲۳۴ -             | هنری انطاکیه ۱۲۱۷-۱۲۳۴ -             | هنری انطاکیه ۱۲۱۷-۱۲۳۴ -             | هنری انطاکیه ۱۲۱۷-۱۲۳۴ -             | هنری انطاکیه ۱۲۱۷-۱۲۳۴ -                | هنری انطاکیه ۱۲۱۷-۱۲۳۴ -                |                                         |                                         |                                         |                                         |                                      |                                      |                                              |                                              |                                              |                                              |                                              |                                              |                                    |                                    |                                         |                                         |                                         |                                         | ریموند روبن ۱۱۹۸-۱۲۲۱/۱۲۲۲ ح. ۱۲۱۶-۱۲۱۹ | ریموند روبن ۱۱۹۸-۱۲۲۱/۱۲۲۲ ح. ۱۲۱۶-۱۲۱۹ | ریموند روبن ۱۱۹۸-۱۲۲۱/۱۲۲۲ ح. ۱۲۱۶-۱۲۱۹ | ریموند روبن ۱۱۹۸-۱۲۲۱/۱۲۲۲ ح. ۱۲۱۶-۱۲۱۹ | ریموند روبن ۱۱۹۸-۱۲۲۱/۱۲۲۲ ح. ۱۲۱۶-۱۲۱۹    | ریموند روبن ۱۱۹۸-۱۲۲۱/۱۲۲۲ ح. ۱۲۱۶-۱۲۱۹    |                                            |                                            |                                            |                                            |                                       |                                       |  |  |  |  |  |  |
|                       |                       |                       |                       |                       |                       |  |  |                                      |                                      |                                      |                                      |                                         |                                         |                                         |                                         |                                         |                                         |                                      |                                      |                                              |                                              |                                              |                                              |                                              |                                              |                                    |                                    |                                         |                                         |                                         |                                         |                                         |                                         |                                         |                                         |                                            |                                            |                                            |                                            |                                            |                                            |                                       |                                       |  |  |  |  |  |  |
| خاندان هتوم           | خاندان هتوم           | خاندان هتوم           | خاندان هتوم           | خاندان هتوم           | خاندان هتوم           |  |  | لوچیا سگنی ؟-۱۲۳۵ -                  | لوچیا سگنی ؟-۱۲۳۵ -                  | لوچیا سگنی ؟-۱۲۳۵ -                  | لوچیا سگنی ؟-۱۲۳۵ -                  | لوچیا سگنی ؟-۱۲۳۵ -                     | لوچیا سگنی ؟-۱۲۳۵ -                     |                                         |                                         |                                         |                                         |                                      |                                      | بوهموند پنجم ۱۱۹۹-۱۲۵۲ ح.۱۲۳۳-۱۲۵۲           | بوهموند پنجم ۱۱۹۹-۱۲۵۲ ح.۱۲۳۳-۱۲۵۲           | بوهموند پنجم ۱۱۹۹-۱۲۵۲ ح.۱۲۳۳-۱۲۵۲           | بوهموند پنجم ۱۱۹۹-۱۲۵۲ ح.۱۲۳۳-۱۲۵۲           | بوهموند پنجم ۱۱۹۹-۱۲۵۲ ح.۱۲۳۳-۱۲۵۲           | بوهموند پنجم ۱۱۹۹-۱۲۵۲ ح.۱۲۳۳-۱۲۵۲           |                                    |                                    | آلیس شامپانی ۱۱۹۳-۱۲۴۶ -                | آلیس شامپانی ۱۱۹۳-۱۲۴۶ -                | آلیس شامپانی ۱۱۹۳-۱۲۴۶ -                | آلیس شامپانی ۱۱۹۳-۱۲۴۶ -                | آلیس شامپانی ۱۱۹۳-۱۲۴۶ -                | آلیس شامپانی ۱۱۹۳-۱۲۴۶ -                |                                         |                                         | هیو یکم قبرس ۱۱۹۴/۱۱۹۵-۱۲۱۸ ح.۱۲۰۵-۱۲۱۸    | هیو یکم قبرس ۱۱۹۴/۱۱۹۵-۱۲۱۸ ح.۱۲۰۵-۱۲۱۸    | هیو یکم قبرس ۱۱۹۴/۱۱۹۵-۱۲۱۸ ح.۱۲۰۵-۱۲۱۸    | هیو یکم قبرس ۱۱۹۴/۱۱۹۵-۱۲۱۸ ح.۱۲۰۵-۱۲۱۸    | هیو یکم قبرس ۱۱۹۴/۱۱۹۵-۱۲۱۸ ح.۱۲۰۵-۱۲۱۸    | هیو یکم قبرس ۱۱۹۴/۱۱۹۵-۱۲۱۸ ح.۱۲۰۵-۱۲۱۸    |                                       |                                       |  |  |  |  |  |  |
| خاندان هتوم           | خاندان هتوم           | خاندان هتوم           | خاندان هتوم           | خاندان هتوم           | خاندان هتوم           |  |  | لوچیا سگنی ؟-۱۲۳۵ -                  | لوچیا سگنی ؟-۱۲۳۵ -                  | لوچیا سگنی ؟-۱۲۳۵ -                  | لوچیا سگنی ؟-۱۲۳۵ -                  | لوچیا سگنی ؟-۱۲۳۵ -                     | لوچیا سگنی ؟-۱۲۳۵ -                     |                                         |                                         |                                         |                                         |                                      |                                      | بوهموند پنجم ۱۱۹۹-۱۲۵۲ ح.۱۲۳۳-۱۲۵۲           | بوهموند پنجم ۱۱۹۹-۱۲۵۲ ح.۱۲۳۳-۱۲۵۲           | بوهموند پنجم ۱۱۹۹-۱۲۵۲ ح.۱۲۳۳-۱۲۵۲           | بوهموند پنجم ۱۱۹۹-۱۲۵۲ ح.۱۲۳۳-۱۲۵۲           | بوهموند پنجم ۱۱۹۹-۱۲۵۲ ح.۱۲۳۳-۱۲۵۲           | بوهموند پنجم ۱۱۹۹-۱۲۵۲ ح.۱۲۳۳-۱۲۵۲           |                                    |                                    | آلیس شامپانی ۱۱۹۳-۱۲۴۶ -                | آلیس شامپانی ۱۱۹۳-۱۲۴۶ -                | آلیس شامپانی ۱۱۹۳-۱۲۴۶ -                | آلیس شامپانی ۱۱۹۳-۱۲۴۶ -                | آلیس شامپانی ۱۱۹۳-۱۲۴۶ -                | آلیس شامپانی ۱۱۹۳-۱۲۴۶ -                |                                         |                                         | هیو یکم قبرس ۱۱۹۴/۱۱۹۵-۱۲۱۸ ح.۱۲۰۵-۱۲۱۸    | هیو یکم قبرس ۱۱۹۴/۱۱۹۵-۱۲۱۸ ح.۱۲۰۵-۱۲۱۸    | هیو یکم قبرس ۱۱۹۴/۱۱۹۵-۱۲۱۸ ح.۱۲۰۵-۱۲۱۸    | هیو یکم قبرس ۱۱۹۴/۱۱۹۵-۱۲۱۸ ح.۱۲۰۵-۱۲۱۸    | هیو یکم قبرس ۱۱۹۴/۱۱۹۵-۱۲۱۸ ح.۱۲۰۵-۱۲۱۸    | هیو یکم قبرس ۱۱۹۴/۱۱۹۵-۱۲۱۸ ح.۱۲۰۵-۱۲۱۸    |                                       |                                       |  |  |  |  |  |  |
|                       |                       |                       |                       |                       |                       |  |  |                                      |                                      |                                      |                                      |                                         |                                         |                                         |                                         |                                         |                                         |                                      |                                      |                                              |                                              |                                              |                                              |                                              |                                              |                                    |                                    |                                         |                                         |                                         |                                         |                                         |                                         |                                         |                                         |                                            |                                            |                                            |                                            |                                            |                                            |                                       |                                       |  |  |  |  |  |  |
|                       |                       |                       |                       |                       |                       |  |  |                                      |                                      |                                      |                                      |                                         |                                         |                                         |                                         |                                         |                                         |                                      |                                      |                                              |                                              |                                              |                                              |                                              |                                              |                                    |                                    |                                         |                                         |                                         |                                         |                                         |                                         |                                         |                                         |                                            |                                            |                                            |                                            |                                            |                                            |                                       |                                       |  |  |  |  |  |  |
| خاندان لوزینیان       | خاندان لوزینیان       | خاندان لوزینیان       | خاندان لوزینیان       | خاندان لوزینیان       | خاندان لوزینیان       |  |  | پلیسانس ۱۲۳۵/۱۲۳۶-۱۲۶۱ -             | پلیسانس ۱۲۳۵/۱۲۳۶-۱۲۶۱ -             | پلیسانس ۱۲۳۵/۱۲۳۶-۱۲۶۱ -             | پلیسانس ۱۲۳۵/۱۲۳۶-۱۲۶۱ -             | پلیسانس ۱۲۳۵/۱۲۳۶-۱۲۶۱ -                | پلیسانس ۱۲۳۵/۱۲۳۶-۱۲۶۱ -                |                                         |                                         | هنری یکم قبرس ۱۲۷۱-۱۲۵۳ ح. ۱۲۱۸-۱۲۵۳    | هنری یکم قبرس ۱۲۷۱-۱۲۵۳ ح. ۱۲۱۸-۱۲۵۳    | هنری یکم قبرس ۱۲۷۱-۱۲۵۳ ح. ۱۲۱۸-۱۲۵۳ | هنری یکم قبرس ۱۲۷۱-۱۲۵۳ ح. ۱۲۱۸-۱۲۵۳ | هنری یکم قبرس ۱۲۷۱-۱۲۵۳ ح. ۱۲۱۸-۱۲۵۳         | هنری یکم قبرس ۱۲۷۱-۱۲۵۳ ح. ۱۲۱۸-۱۲۵۳         |                                              |                                              |                                              |                                              |                                    |                                    | بوهموند ششم ۱۲۳۷-۱۲۷۵ ح. ۱۲۵۱-۱۲۶۸      | بوهموند ششم ۱۲۳۷-۱۲۷۵ ح. ۱۲۵۱-۱۲۶۸      | بوهموند ششم ۱۲۳۷-۱۲۷۵ ح. ۱۲۵۱-۱۲۶۸      | بوهموند ششم ۱۲۳۷-۱۲۷۵ ح. ۱۲۵۱-۱۲۶۸      | بوهموند ششم ۱۲۳۷-۱۲۷۵ ح. ۱۲۵۱-۱۲۶۸      | بوهموند ششم ۱۲۳۷-۱۲۷۵ ح. ۱۲۵۱-۱۲۶۸      |                                         |                                         | سیبلا ارمنستان ؟-۱۲۹۰ -                    | سیبلا ارمنستان ؟-۱۲۹۰ -                    | سیبلا ارمنستان ؟-۱۲۹۰ -                    | سیبلا ارمنستان ؟-۱۲۹۰ -                    | سیبلا ارمنستان ؟-۱۲۹۰ -                    | سیبلا ارمنستان ؟-۱۲۹۰ -                    |                                       |                                       |  |  |  |  |  |  |
| خاندان لوزینیان       | خاندان لوزینیان       | خاندان لوزینیان       | خاندان لوزینیان       | خاندان لوزینیان       | خاندان لوزینیان       |  |  | پلیسانس ۱۲۳۵/۱۲۳۶-۱۲۶۱ -             | پلیسانس ۱۲۳۵/۱۲۳۶-۱۲۶۱ -             | پلیسانس ۱۲۳۵/۱۲۳۶-۱۲۶۱ -             | پلیسانس ۱۲۳۵/۱۲۳۶-۱۲۶۱ -             | پلیسانس ۱۲۳۵/۱۲۳۶-۱۲۶۱ -                | پلیسانس ۱۲۳۵/۱۲۳۶-۱۲۶۱ -                |                                         |                                         | هنری یکم قبرس ۱۲۷۱-۱۲۵۳ ح. ۱۲۱۸-۱۲۵۳    | هنری یکم قبرس ۱۲۷۱-۱۲۵۳ ح. ۱۲۱۸-۱۲۵۳    | هنری یکم قبرس ۱۲۷۱-۱۲۵۳ ح. ۱۲۱۸-۱۲۵۳ | هنری یکم قبرس ۱۲۷۱-۱۲۵۳ ح. ۱۲۱۸-۱۲۵۳ | هنری یکم قبرس ۱۲۷۱-۱۲۵۳ ح. ۱۲۱۸-۱۲۵۳         | هنری یکم قبرس ۱۲۷۱-۱۲۵۳ ح. ۱۲۱۸-۱۲۵۳         |                                              |                                              |                                              |                                              |                                    |                                    | بوهموند ششم ۱۲۳۷-۱۲۷۵ ح. ۱۲۵۱-۱۲۶۸      | بوهموند ششم ۱۲۳۷-۱۲۷۵ ح. ۱۲۵۱-۱۲۶۸      | بوهموند ششم ۱۲۳۷-۱۲۷۵ ح. ۱۲۵۱-۱۲۶۸      | بوهموند ششم ۱۲۳۷-۱۲۷۵ ح. ۱۲۵۱-۱۲۶۸      | بوهموند ششم ۱۲۳۷-۱۲۷۵ ح. ۱۲۵۱-۱۲۶۸      | بوهموند ششم ۱۲۳۷-۱۲۷۵ ح. ۱۲۵۱-۱۲۶۸      |                                         |                                         | سیبلا ارمنستان ؟-۱۲۹۰ -                    | سیبلا ارمنستان ؟-۱۲۹۰ -                    | سیبلا ارمنستان ؟-۱۲۹۰ -                    | سیبلا ارمنستان ؟-۱۲۹۰ -                    | سیبلا ارمنستان ؟-۱۲۹۰ -                    | سیبلا ارمنستان ؟-۱۲۹۰ -                    |                                       |                                       |  |  |  |  |  |  |
|                       |                       |                       |                       |                       |                       |  |  |                                      |                                      |                                      |                                      |                                         |                                         |                                         |                                         |                                         |                                         |                                      |                                      |                                              |                                              |                                              |                                              |                                              |                                              |                                    |                                    |                                         |                                         |                                         |                                         |                                         |                                         |                                         |                                         |                                            |                                            |                                            |                                            |                                            |                                            |                                       |                                       |  |  |  |  |  |  |
|                       |                       |                       |                       |                       |                       |  |  |                                      |                                      |                                      |                                      |                                         |                                         |                                         |                                         |                                         |                                         |                                      |                                      |                                              |                                              |                                              |                                              |                                              |                                              |                                    |                                    |                                         |                                         |                                         |                                         |                                         |                                         |                                         |                                         |                                            |                                            |                                            |                                            |                                            |                                            |                                       |                                       |  |  |  |  |  |  |
| خاندان بلویی          | خاندان بلویی          | خاندان بلویی          | خاندان بلویی          | خاندان بلویی          | خاندان بلویی          |  |  |                                      |                                      |                                      |                                      | هیو دوم قبرس ۱۲۵۲/۱۲۵۳-۱۲۶۷ ح.۱۲۵۳-۱۲۶۷ | هیو دوم قبرس ۱۲۵۲/۱۲۵۳-۱۲۶۷ ح.۱۲۵۳-۱۲۶۷ | هیو دوم قبرس ۱۲۵۲/۱۲۵۳-۱۲۶۷ ح.۱۲۵۳-۱۲۶۷ | هیو دوم قبرس ۱۲۵۲/۱۲۵۳-۱۲۶۷ ح.۱۲۵۳-۱۲۶۷ | هیو دوم قبرس ۱۲۵۲/۱۲۵۳-۱۲۶۷ ح.۱۲۵۳-۱۲۶۷ | هیو دوم قبرس ۱۲۵۲/۱۲۵۳-۱۲۶۷ ح.۱۲۵۳-۱۲۶۷ |                                      |                                      |                                              |                                              |                                              |                                              |                                              |                                              | بوهموند هفتم ۱۲۶۱-۱۲۸۷ ح.۱۲۷۵-۱۲۸۷ | بوهموند هفتم ۱۲۶۱-۱۲۸۷ ح.۱۲۷۵-۱۲۸۷ | بوهموند هفتم ۱۲۶۱-۱۲۸۷ ح.۱۲۷۵-۱۲۸۷      | بوهموند هفتم ۱۲۶۱-۱۲۸۷ ح.۱۲۷۵-۱۲۸۷      | بوهموند هفتم ۱۲۶۱-۱۲۸۷ ح.۱۲۷۵-۱۲۸۷      | بوهموند هفتم ۱۲۶۱-۱۲۸۷ ح.۱۲۷۵-۱۲۸۷      |                                         |                                         |                                         |                                         |                                            |                                            | لوچیا طرابلس ؟-۱۲۹۹/۱۲۹۹ ح. ۱۲۸۸-۱۲۸۹      | لوچیا طرابلس ؟-۱۲۹۹/۱۲۹۹ ح. ۱۲۸۸-۱۲۸۹      | لوچیا طرابلس ؟-۱۲۹۹/۱۲۹۹ ح. ۱۲۸۸-۱۲۸۹      | لوچیا طرابلس ؟-۱۲۹۹/۱۲۹۹ ح. ۱۲۸۸-۱۲۸۹      | لوچیا طرابلس ؟-۱۲۹۹/۱۲۹۹ ح. ۱۲۸۸-۱۲۸۹ | لوچیا طرابلس ؟-۱۲۹۹/۱۲۹۹ ح. ۱۲۸۸-۱۲۸۹ |  |  |  |  |  |  |